# ベラ・ボー エンタテインメント
ベラ・ボー エンタテインメント（Bella Baux Entertainment）は、日本のインディーズレコード会社で、設立に山本正之ら率いる元魔人社音楽工房の一部メンバーが関与している。
ユニバーサル ミュージック ジャパンのかつての間接的な兄弟会社だったポリスターの販売部門を担う関連会社のプライエイド・レコーズへ販売委託している。

## 所属アーティスト
- 笠原弘子 - 声優
- 小桜エツ子 - 声優
- 早川亜希 - ミュージシャン
- 山本正之 - ミュージシャン